# Луга долины Эльбы
Национальный парк Луга долины Эльбы — бывший национальный парк в Германии, расположенный вдоль Эльбы между Шнаккенбургом (район Люхов-Даненберг) и Блеккеде (район Люнебург) в земле Нижняя Саксония. Существовал всего один год. Открыт в 1998 году, а в 1999 закрыт после проверки на соответствие нормам законодательства. Текущий статус парка — охраняемый ландшафт.

## Территория
Территории бывшего национального парка составляет 10 900 га. Из них примерно 6600 га приходится на леса, болота, водные поверхности и примерно 4000 — на травянистые сообщества. Парк протягивался на 50 км между Виттенбергом и Лауенбургом, (районы Герцогство Лауенбург, Люнебург, Люхов-Данненберг, Людвигслуст, Пригниц) в виде полосы шириной около 2 км.
Сейчас территория бывшего национального парка в виде биосферного резервата Нижнесаксонская долина Эльбы включена в состав биосферного резервата Речные ландшафты Эльбы, площадью 375 000 га, который в 1997 году признан ЮНЕСКО.

## Охрана природы
Луга нижней долины Эльбы — это динамичный и разнообразный луговой ландшафт, который несмотря на многовековое влияние человека сохранил естественное или близкое к естественному состояние. Регулярные весенне половодье и летние паводки формируют ландшафт, который очень богат редкими и угрожаемыми видами растений и животных (более сотни видов). Особое экологическое значение имеет оностительная малонарушенности и слабое транспортное сообщение как следствие того, что эта территория лежала на бывшей межнемецкой границе. Здесь распространены 150 видов гнездящихся птиц и некоторые перелетные птицы. Также встречаются бобр и выдра.
Эльба на территории парка меандрирует широкимим излучинами, ширина затапливаемой паводками территории достигает 3 км. Поэтому территория лугов играет большую роль в экологической защите от паводков, представляя собой резервуар для накопления вод.

## Решение суда
15 января 1998 года Федеральное министерство окружающей среды, охраны природы, строительства и безопасности ядерных реакторов Германии заявило, что запланированный национальный парк не удовлетворяет требованиям охраны природы. Тем не менее, постановление ландтага Нижней Саксонии о создании национального парка Луга долины Эльбы вступило в силу 6 марта 1998 года. Затем семья фермеров подала иск в суд по поводу ограничения на использование земли. Заявление было основано на том, что национальный парк противоречит закону об охране природы Нижней Саксонии, так как он действует не только «на территории не подверженной или слабо подверженной воздействию человека», но также и на территории культурного ландшафта. 22 февраля 1999 высший административный суд Люнебурга в своем приговоре отменил постановление о создании национального парка. Этот приговор был подтверждён 10 сентября 1999 года федеральным административным судом.